# Mahou no Stage・Fancy Lala
Mahou no Stage Fancy Lala (魔法のステージ・ファンシーララ, まほうのステージ ファンシーララ) thường được biết với tên ngắn hơn là Fancy Lala đây là một trong loạt các bộ anime chủ đề mahō shōjo do Studio Pierrot thực hiện. Bộ anime này được làm lại và phát triển lấy cảm hứng từ một tập OVA được phát hành trước đó vào năm 1988 là Harbor Light Monogatari Fashion Lala Yori. Bộ anime này đã phát sóng tại Nhật Bản từ ngày 05 tháng 4 đến ngày 27 tháng 9 năm 1998 với 26 tập. Cốt truyện xoay quanh cô bé Shinohara Miho với ước mơ sau này sẽ trở thành một nghệ sĩ nổi tiếng, cô được một người lạ mặt đưa cho hai sinh vật có phép thuật biến cô trở thành một thiếu nữ một cách nhanh chóng cũng như có thể chuyển cô về hình dáng ban đầu. Với sự trợ giúp này cô bé đã bức vào một phần của thế giới mà cô ước mơ với tên Fancy Lala.
Kênh Animax Asia đã phát sóng bộ anime này trên khắp hệ thống của mình ở Đông Nam Á và Nam Á, bộ anime còn được dịch ra nhiều thứ tiếng và phát sóng tại các quốc gia khác nhau. Một chuyển thể manga do Kasuga Rurika thực hiện đã đăng trên tạp chí dành cho shōjo là Ribon của Shueisha từ thánh 5 đến tháng 11 năm 1998 và sau đó đã được tập hợp lại thành 2 tankōbon.

## Tổng quan

### Sơ lược cốt truyện
Một ngày nọ, cô bé Miho Shinohara 9 tuổi được 1 người lạ mặt tặng cho 2 chú khủng long nhồi bông. Hai chú khủng long nhồi bông thực ra là sinh vật sống, chúng tặng cô bé 1 quyển ký họa kèm theo bút ma thuật. Trong giới hạn nào đó và tùy mức độ điều khiển khác nhau, cô bé có thể vẽ bất kì thứ gì vào quyển sổ ký họa rồi biến chúng thành thật. Miho cũng có thể biến thân thành 1 cô gái trẻ, đặt tên là Fancy Lala nhờ bút ma thuật. Fancy Lala được Yumi Haneishi, giám đốc công ty tìm kiếm tài năng Lyrical Productions, phát hiện. Cô bắt đầu bước vào con đường trở thành ngôi sao đầy thử thách.

### Nhân vật

#### Gia đình Shinohara
Shinohara Miho (篠原 みほ, しのはら みほ) / Fancy Lala (ファンシーララ)
Lồng tiếng bởi: Ōmori Reiko
Pigu (ピグ)
Lồng tiếng bởi: Adachi Shinobu
Mogu (モグ)
Lồng tiếng bởi: Neya Michiko
Shinohara Yōichirō (篠原 洋一郎, しのはら よういちろう)
Lồng tiếng bởi: Hoshino Noboru
Shinohara Mamiko (篠原 真実子, しのはら まみこ)
Lồng tiếng bởi: Sakakibara Yoshiko
Shinohara Chisa (篠原 ちさ, しのはら ちさ)
Lồng tiếng bởi: Ishimura Tomoko

#### Trường học
Yoshida Tarō (吉田 太郎, よしだ たろう)
Lồng tiếng bởi: Yamaguchi Mitsuo
Yūki Akiru (結城 あきる, ゆうき あきる)
Lồng tiếng bởi: Minami Omi
Nozaki Anna (野崎 あんな, のざき あんな)
Lồng tiếng bởi: Iizuka Mayumi
Asaka Katsunoshin (朝霞 勝之進, あさか かつのしん)
Lồng tiếng bởi: Miyamoto Mitsuru

#### Đoàn làm phim
Haneishi Yumi (羽根石 由美, はねいし ゆみ)
Lồng tiếng bởi: Tanaka Atsuko
Kanno Emiko (菅野 江美子, かんの えみこ)
Lồng tiếng bởi: Kanazawa Eiko
Kawaguchi Ririka (川口 理々香, かわぐち りりか)
Lồng tiếng bởi: Neya Michiko
Yoshio (ヨシオ)
Lồng tiếng bởi: Ueda Yūji
Komi-san (コミさん)
Lồng tiếng bởi: Narita Ken
Yumeno Miki (夢野 美樹, ゆめの みき)
Lồng tiếng bởi: Kusachi Fumie
Narumi Asao (鳴海 麻生, なるみ あさお)
Lồng tiếng bởi: Yanada Kiyoyuki
Aikawa Hiroya (相川 ひろや, あいかわ ひろや)
Lồng tiếng bởi: Ishikawa Hideo

#### Khác
Fushigi-san (不思議さん, ふしぎさん)
Lồng tiếng bởi: Ōbayashi Ryūsuke
Imaichi (今市, いまいち)
Lồng tiếng bởi: Iwanaga Tetsuya
Hoshizawa (星沢, ほしざわ)
Lồng tiếng bởi: Oda Yūsei
Sakamoto Shōichi (坂本 翔一, さかもと しょういち)
Lồng tiếng bởi: Izaki Hisayoshi

## Sản xuất
Công việc phát triển đã được tiến hành từ năm 1986 về chủ đề mahō shōjo với ý tưởng về việc nhân vật chính luôn có các trang phục khác nhau cũng như có khả năng sử dụng phép thuật. Với kết quả là tập OVA có tựa Harbor Light Monogatari Fashion Lala Yori được phát hành vào năm 1988. Studio Pierrot đã quyết định thực hiện một bộ anime dựa trên ý tưởng của tập OVA đó cũng như lấy cảm hứng phát triển cốt truyện từ bộ anime Mahou no Tenshi Creamy Mami được thực hiện và phát sóng trước đó. Fancy Lala ban đầu dự tính sẽ có 52 tập và phát trong 4 mùa tuy nhiên sau đó rút lại còn 26 tập.

## Truyền thông

### Anime
Studio Pierrot đã thực hiện Fancy Lala và phát sóng tại Nhật Bản từ ngày 05 tháng 4 đến ngày 27 tháng 9 năm 1998 với 26 tập trên cả hai kênh TV Osaka và TV Tokyo cùng lúc. Đây là bộ anime thứ năm trong loạt các bộ anime chủ đề mahō shōjo do Studio Pierrot thực hiện. Đây là tác phẩm dùng để kỷ niệm tác phẩm thứ 20 được thực hiện cũng như là tác phẩm thứ 15 về chủ đề mahō shōjo.
Fancy Lala đã được dịch ra và lồng tiếng thành các thứ tiếng khác nhau và phát trên các kênh truyền hình của các nước. Kênh Animax Asia đã phát sóng bộ anime này trên khắp hệ thống của mình ở Đông Nam Á và Nam Á. Bộ anime còn được đăng ký bản quyền với các phiên bản ngôn ngữ khác nhau như Bandai Entertainment đã đăng ký bản quyền phiên bản tiếng Anh của bộ để phát hành tại thị trường Bắc Mỹ, Arait Multimedia đăng ký tại Tây Ban Nha, Merak Film đăng ký tại Ý và Power International Multimedia đăng ký tại Đài Loan.

### Âm nhạc
Bộ anime có hai bài hát chủ đề, một mở đầu và một kết thúc. Bài hát mở đầu có tên La La La ~Kuchibiru ni Negai wo Komete~ (La La La ~くちびるに願いをこめて~) và bài hát kết thúc có tên Shiawase na Ki・Bu・N (しあわせな き・ぶ・ん) cả hai đều do Omori Reiko trình bày. Đĩa đơn chứa hai bài hát đã phát hành vào ngày 29 tháng 4 năm 2008.
Ba đĩa đơn chứa các bài hát do các nhân vật trình bày đã phát hành vào ngày 24 tháng 6 năm 1998. Hai album chứa các bài hát do các nhân vật trình bày đã phát hành vào ngày 16 tháng 7 và ngày 30 tháng 9 năm 1998. Album tổng hợp các bài hát do các nhân vật trình bày đã phát hành vào ngày 16 tháng 12 năm 1998.
| La La La ~Kuchibiru ni Negai wo Komete~ (La La La ~くちびるに願いをこめて~) | La La La ~Kuchibiru ni Negai wo Komete~ (La La La ~くちびるに願いをこめて~)                                          | La La La ~Kuchibiru ni Negai wo Komete~ (La La La ~くちびるに願いをこめて~) |
| STT                                                                         | Nhan đề | Thời lượng                                                                  |
| --------------------------------------------------------------------------- | --- | --------------------------------------------------------------------------- |
| 1.                                                                          | "La La La ~Kuchibiru ni Negai wo Komete~ (LaLaLa~くちびるに願いをこめて)"                                            | 3:27                                                                        |
| 2.                                                                          | "Shiawase na Ki・Bu・N (しあわせな き・ぶ・ん)"                                                                      | 4:03                                                                        |
| 3.                                                                          | "La La La ~Kuchibiru ni Negai wo Komete~ LaLaLa~ (Original・Karaoke) (くちびるに願いをこめて(オリジナル・カラオケ))" | 3:26                                                                        |
| 4.                                                                          | "Shiawase na Ki・Bu・N (Original・Karaoke) (しあわせな き・ぶ・ん(オリジナル・カラオケ))"                            | 5:27                                                                        |
| Tổng thời lượng:                                                            | Tổng thời lượng: | 16:23                                                                       |

| Trans・parence (トランス・パランス) | Trans・parence (トランス・パランス)                                             | Trans・parence (トランス・パランス) |
| STT                                 | Nhan đề                                                                         | Thời lượng                          |
| ----------------------------------- | ------------------------------------------------------------------------------- | ----------------------------------- |
| 1.                                  | "Trans・parence (トランス・パランス)"                                           | 3:51                                |
| 2.                                  | "Utatane Biyori (うたたね日和)"                                                 | 3:50                                |
| 3.                                  | "Trans・parence (Original・Karaoke) (トランス・パランス(オリジナル・カラオケ))" | 3:51                                |
| 4.                                  | "Utatane Biyori (Original・Karaoke) (うたたね日和(オリジナル・カラオケ))"       | 3:46                                |
| Tổng thời lượng:                    | Tổng thời lượng:                                                                | 15:18                               |

| Haru Iro Photograph (春色フォトグラフ) | Haru Iro Photograph (春色フォトグラフ)                                             | Haru Iro Photograph (春色フォトグラフ) |
| STT                                    | Nhan đề                                                                            | Thời lượng                             |
| -------------------------------------- | ---------------------------------------------------------------------------------- | -------------------------------------- |
| 1.                                     | "Haru Iro Photograph (春色フォトグラフ)"                                           | 3:45                                   |
| 2.                                     | "Sayonara no Kiss (さよならのkiss)"                                                | 3:48                                   |
| 3.                                     | "Haru Iro Photograph (Original・Karaoke) (春色フォトグラフ(オリジナル・カラオケ))" | 3:45                                   |
| 4.                                     | "Sayonara no Kiss (Original・Karaoke) (さよならのkiss(オリジナル・カラオケ))"      | 3:44                                   |
| Tổng thời lượng:                       | Tổng thời lượng:                                                                   | 15:02                                  |

| JEWELRY LOVE     | JEWELRY LOVE                                                             | JEWELRY LOVE |
| STT              | Nhan đề                                                                  | Thời lượng   |
| ---------------- | ------------------------------------------------------------------------ | ------------ |
| 1.               | "JEWELRY LOVE"                                                           | 4:25         |
| 2.               | "Birthday Girl"                                                          | 4:11         |
| 3.               | "JEWELRY LOVE (Original・Karaoke) (JEWELRY LOVE(オリジナル・カラオケ))"  | 4:25         |
| 4.               | "Birthday Girl(Original・Karaoke) (Birthday Girl(オリジナル・カラオケ))" | 4:07         |
| Tổng thời lượng: | Tổng thời lượng:                                                         | 17:08        |

| Mahou no Stage Fancy Lala Lala no Music Canvas ~Dai 1 shō Natsu~ (魔法のステージ ファンシーララ ララのミュージック キャンバス～第1章 夏～) | Mahou no Stage Fancy Lala Lala no Music Canvas ~Dai 1 shō Natsu~ (魔法のステージ ファンシーララ ララのミュージック キャンバス～第1章 夏～) | Mahou no Stage Fancy Lala Lala no Music Canvas ~Dai 1 shō Natsu~ (魔法のステージ ファンシーララ ララのミュージック キャンバス～第1章 夏～) |
| STT | Nhan đề | Thời lượng |
| --- | --- | --- |
| 1. | "Natsu no Okurimono (夏の贈り物)" | 3:36 |
| 2. | "Genki na Miho (元気なみほ)" | 1:47 |
| 3. | "Hazumu Kokoro no Hirusagari (はずむ心の昼下り)"                                                                                           | 1:00 |
| 4. | "Shiawase na Ki・Bu・N (しあわせな き・ぶ・ん)"                                                                                            | 4:25 |
| 5. | "Pigu & Mogu no Theme (ピグ&モグのテーマ)"                                                                                                 | 1:49 |
| 6. | "Jare Ai・Tsukami Ai? (じゃれ合い・つかみ合い?)"                                                                                           | 1:13 |
| 7. | "Yousei no Kokyou (妖精の故郷)" | 1:31 |
| 8. | "Miho no Mousou (みほの妄想)" | 2:07 |
| 9. | "Utatane Biyori (うたたね日和)" | 4:04 |
| 10. | "Yuukyuu no Yume no Sekai (悠久の夢の世界)"                                                                                                | 1:07 |
| 11. | "Humming (ハミング)" | 4:56 |
| 12. | "Kossori Kosokoso・Chotto Hiyaase (こっそりコソコソ・ちょっと冷や汗)"                                                                      | 1:41 |
| 13. | "Otoboke Mood (おとぼけムード)" | 1:15 |
| 14. | "Tarou no Itazura Gokoro (太郎のイタズラ心)"                                                                                               | 1:35 |
| 15. | "Kibunwa Excite!? (気分はエキサイト!?)" | 1:03 |
| 16. | "Aitai > Aitakunai (会いたい＞会いたくない)"                                                                                               | 4:16 |
| 17. | "Toki no Kioku ni Omoi wo Komete (時の記憶に想いをこめて)"                                                                                 | 1:04 |
| 18. | "Lala・Tobikkiri no Egao! (ララ・とびっきりの笑顔!)"                                                                                       | 1:08 |
| 19. | "Akogare no Hiroya (憶れのひろや)" | 1:18 |
| 20. | "La La La ~Kuchibiru ni Negai wo Komete~ (La La La～くちびるに願いをこめて～)"                                                             | 4:01 |
| 21. | "Monoomoi ni Fukeru (物思いにふける)" | 1:51 |
| 22. | "Yume Miru Otomegokoro (夢見る乙女心)" | 1:37 |
| 23. | "Haru Iro Photograph [Audition Version] (春色フォトグラフ[Audition Version])"                                                              | 4:01 |
| Tổng thời lượng: | Tổng thời lượng: | 52:25 |

| Mahou no Stage Fancy Lala Lala no Music Canvas ~Dai 2 shō Aki~ (魔法のステージ ファンシーララ ララのミュージック キャンバス～第2章 秋～) | Mahou no Stage Fancy Lala Lala no Music Canvas ~Dai 2 shō Aki~ (魔法のステージ ファンシーララ ララのミュージック キャンバス～第2章 秋～) | Mahou no Stage Fancy Lala Lala no Music Canvas ~Dai 2 shō Aki~ (魔法のステージ ファンシーララ ララのミュージック キャンバス～第2章 秋～) |
| STT | Nhan đề | Thời lượng |
| --- | --- | --- |
| 1. | "La La La ~Kuchibiru ni Negai wo Komete~ [TV Size] (La La La ～くちびるに願いをこめて～ [TV Size])"                                      | 1:30 |
| 2. | "Sabu Taitoru Ongaku (サブタイトル音楽)"                                                                                                 | 0:08 |
| 3. | "Mini Drama Scene 1" | 1:42 |
| 4. | "Toukou Fuukei (登校風景)" | 1:19 |
| 5. | "Yokan "Kyou mo Iikoto Arisouna・・・?" 予感「今日もいいことありそうな・・・?」"                                                         | 0:43 |
| 6. | "Akiru-chan to Isshoni (あきるちゃんと一緒に)"                                                                                           | 1:24 |
| 7. | "Hareta Hiniwa Genkiyoku! (晴れた日には元気よく!)"                                                                                       | 1:04 |
| 8. | "Yappari Itazura Shitai Kibun (やっぱりイタズラしたい気分)"                                                                              | 0:44 |
| 9. | "Daisoudou (大騒動)" | 0:50 |
| 10. | "Aikyacchi Ongaku (アイキャッチ音楽)" | 0:06 |
| 11. | "Mini Drama Scene 2" | 1:34 |
| 12. | "Jewelry Love" | 4:21 |
| 13. | "Lyrical Pro (リリカルプロ)" | 0:50 |
| 14. | "Aseru Lala "Honban ni Okureru~!" (あせるララ「本番におくれる～!」)"                                                                     | 0:51 |
| 15. | "Raibaru tachi no Shisen (ライバルたちの視線)"                                                                                           | 0:42 |
| 16. | "Zento Tanan na Kimochi (前途多難に気持ち)"                                                                                              | 0:47 |
| 17. | "Pigu & Mogu Ooabare! (ピグ&モグ大あばれ!)"                                                                                              | 1:09 |
| 18. | "Daiyakushin no Lala (大躍進のララ)" | 1:15 |
| 19. | "Juujitsukan "Otsukaresamade Shita-" (充実感「おつかれさまでしたー」)"                                                                   | 1:37 |
| 20. | "Mini Drama Scene 3" | 1:52 |
| 21. | "Haru Iru Photograph (春色フォトグラフ)"                                                                                                 | 3:41 |
| 22. | "Yuugure Doki (夕暮れ時)" | 1:06 |
| 23. | "Ukiuki Kibun no Miho (ウキウキ気分のみほ)"                                                                                              | 0:44 |
| 24. | "Shinohara-ke no Yuushoku (篠原家の夕食)"                                                                                                | 1:06 |
| 25. | "Yumemi Gokochi no Warutsu (夢見ごこちのワルツ)"                                                                                         | 1:16 |
| 26. | "Mata Ashita・・・ (また明日・・・)" | 1:36 |
| 27. | "Okaasan no Aijou (おかあさんの愛情)" | 0:43 |
| 28. | "Mini Drama Scene 4" | 1:29 |
| 29. | "Tarou Juuhachiban (太郎十八番)" | 3:34 |
| 30. | "Mini Drama Scene 5" | 2:27 |
| 31. | "Trans・parence (トランス・バランス)" | 3:46 |
| 32. | "Mini Drama Scene 6" | 0:44 |
| 33. | "Autumn Dream" | 4:14 |
| 34. | "Ronde d'Amour" | 4:10 |
| 35. | "Mini Drama Ending" | 1:39 |
| 36. | "Shiawase na Ki・Bu・N [TV Size] (しあわせな き・ぶ・ん[TV Size])"                                                                       | 1:31 |
| Tổng thời lượng: | Tổng thời lượng: | 58:57 |

| Mahou no Stage Fancy Lala Final BEST SELECTION (魔法のステージ ファンシーララ Final BEST SELECTION) | Mahou no Stage Fancy Lala Final BEST SELECTION (魔法のステージ ファンシーララ Final BEST SELECTION) | Mahou no Stage Fancy Lala Final BEST SELECTION (魔法のステージ ファンシーララ Final BEST SELECTION) |
| STT                                                                                                 | Nhan đề                                                                                             | Thời lượng                                                                                          |
| --------------------------------------------------------------------------------------------------- | --------------------------------------------------------------------------------------------------- | --------------------------------------------------------------------------------------------------- |
| 1.                                                                                                  | "La La La ~Kuchibiru ni Negai wo Komete~ (La La La~くちびるに願いをこめて)"                         | 3:26                                                                                                |
| 2.                                                                                                  | "Haru Iro Photograph (春色フォトグラフ)"                                                            | 3:42                                                                                                |
| 3.                                                                                                  | "Utatane Biyori (うたたね日和)"                                                                     | 3:46                                                                                                |
| 4.                                                                                                  | "Ronde d'Amour"                                                                                     | 4:12                                                                                                |
| 5.                                                                                                  | "Birthday Girl"                                                                                     | 4:08                                                                                                |
| 6.                                                                                                  | "Natsu no Okurimono (夏の贈り物)"                                                                   | 3:20                                                                                                |
| 7.                                                                                                  | "Aitai > Aitakunai (会いたい>会いたくない)"                                                         | 4:07                                                                                                |
| 8.                                                                                                  | "Tarou Juuhachiban (太郎十八番)"                                                                    | 3:36                                                                                                |
| 9.                                                                                                  | "Sayonara no Kiss (さよならのkiss)"                                                                 | 3:45                                                                                                |
| 10.                                                                                                 | "JEWELRY LOVE"                                                                                      | 4:23                                                                                                |
| 11.                                                                                                 | "Humming (ハミング)"                                                                                | 4:47                                                                                                |
| 12.                                                                                                 | "AUTUMN DREAM"                                                                                      | 4:16                                                                                                |
| 13.                                                                                                 | "Trans・parence (トランス・パランス)"                                                               | 3:47                                                                                                |
| 14.                                                                                                 | "Shiawase na Ki・Bu・N (しあわせな き・ぶ・ん)"                                                     | 3:59                                                                                                |
| 15.                                                                                                 | "Miho no Theme (Orugōru Version) (みほのテーマ(オルゴールVersion))"                                 | 0:55                                                                                                |
| 16.                                                                                                 | "Toki no Kioku no Sekai yori (時間(とき)の記憶の世界より)"                                          | 1:00                                                                                                |
| 17.                                                                                                 | "Pigu & Mogu no Theme (Slow Version) (ピグ&モグのテーマ(Slow Version))"                             | 1:22                                                                                                |
| 18.                                                                                                 | "Short Piece Collection 1 ~ EKURAN TV SHOW!! (Short Piece Collection1~エクランTV SHOW!!)"           | 3:06                                                                                                |
| 19.                                                                                                 | "Gensou Kuukan 1 (幻想空間1)"                                                                       | 0:39                                                                                                |
| 20.                                                                                                 | "Fushigi-san (不思議さん)"                                                                          | 0:43                                                                                                |
| 21.                                                                                                 | "Yure Ugoku Kimochi (ゆれ動く気持ち)"                                                               | 1:06                                                                                                |
| 22.                                                                                                 | "Riru (リル)"                                                                                       | 0:51                                                                                                |
| 23.                                                                                                 | "Kanashimi (悲しみ)"                                                                                | 0:33                                                                                                |
| 24.                                                                                                 | "Koukai (後悔)"                                                                                     | 0:52                                                                                                |
| 25.                                                                                                 | "Hito Anshin (ひと安心)"                                                                            | 0:36                                                                                                |
| 26.                                                                                                 | "Oyasumi Miho (おやすみみほ)"                                                                       | 1:02                                                                                                |
| 27.                                                                                                 | "Gensou Kuukan 2 (幻想空間2)"                                                                       | 1:25                                                                                                |
| 28.                                                                                                 | "Short Piece Collection 2 ~ Bridge-shū (Short Piece Collection2~ブリッジ集)"                        | 0:44                                                                                                |
| 29.                                                                                                 | "Toukou Fuukei (Fast Version) (登校風景(Fast Version))"                                             | 1:11                                                                                                |
| 30.                                                                                                 | "Time Suspense (タイムサスペンス)"                                                                  | 0:33                                                                                                |
| 31.                                                                                                 | "Kieteshimatta Lala (消えてしまったララ)"                                                           | 1:20                                                                                                |
| 32.                                                                                                 | "Mune Ippai no Yorokobi (胸いっぱいの喜び)"                                                         | 0:43                                                                                                |
| 33.                                                                                                 | "Finale ~ Minna Daisuki!! (フィナーレ~みんな大好き!!)"                                              | 0:59                                                                                                |
| 34.                                                                                                 | "Natsu no Okurimono (Original・Karaoke) (夏の贈り物(オリジナル・カラオケ))"                         | 3:21                                                                                                |
| 35.                                                                                                 | "Ronde d'amour (Original・Karaoke) (Ronde d’Amour(オリジナル・カラオケ))"                           | 4:16                                                                                                |
| 36.                                                                                                 | "Aitai > Aitakunai (Original・Karaoke) (会いたい>会いたくない(オリジナル・カラオケ))"               | 4:07                                                                                                |
| 37.                                                                                                 | "Humming (Original・Karaoke) (ハミング(オリジナル・カラオケ))"                                      | 4:40                                                                                                |
| 38.                                                                                                 | "Tarou Juuhachiban (Original・Karaoke) (太郎十八番(オリジナル・カラオケ))"                          | 3:37                                                                                                |
| 39.                                                                                                 | "AUTUMN DREAM (Original・Karaoke) (AUTUMN DREAM(オリジナル・カラオケ))"                             | 4:20                                                                                                |
| 40.                                                                                                 | "Haru Iro Photograph (Original・Karaoke) (春色フォトグラフ(オリジナル・カラオケ))"                  | 3:21                                                                                                |
| Tổng thời lượng:                                                                                    | Tổng thời lượng:                                                                                    | 1:42:36                                                                                             |